# 1232 Cortusa
1232 Cortusa је астероид главног астероидног појаса. Приближан пречник астероида је 33,13 ,
а средња удаљеност астероида од Сунца износи 3,193 астрономских јединица (АЈ).
Инклинација (нагиб) орбите у односу на раван еклиптике је 10,274 степени, а орбитални период износи 2084,662 дана (5,707 година). Ексцентрицитет орбите астероида износи 0,125.
Апсолутна магнитуда астероида износи 10,20 а геометријски албедо 0,133.
Астероид је откривен 10. октобра 1931. године.